# Hilario Lagos (hijo)
Hilario Lagos (Pergamino, Argentina, noviembre de 1840 - Buenos Aires, noviembre de 1895), militar argentino, hijo del general del mismo nombre, que se destacó en las guerras civiles argentinas, en la lucha contra los indígenas y en la guerra del Paraguay.

## En las guerras civiles
Estudió en el Colegio Republicano de Buenos Aires, y posteriormente en el de Concepción del Uruguay, en la escuela de oficiales de artillería del mismo.
Ingresó al Ejército de la Confederación Argentina en 1856, en la guarnición de Concepción del Uruguay. Peleó como capitán en la batalla de Cepeda y participó en la campaña de apoyo a la intervención federal ordenada por el presidente Santiago Derqui a la provincia de Córdoba. Participó en la batalla de Pavón.
Disuelto el ejército federal, se unió al ejército nacional, organizado sobre la base del ejército del Estado de Buenos Aires. En 1862 era ayudante del general Wenceslao Paunero, durante la campaña contra los federales del interior. Tras una breve campaña a la región chaqueña, en 1863 enfrentó a las montoneras del Chacho Peñaloza en La Rioja, Córdoba y San Luis.

## El Paraguay y la lucha contra los indígenas
En 1866 marchó a la guerra del Paraguay como ayudante del presidente Bartolomé Mitre, y combatió en algunos encuentros menores.
Dos años más tarde, regresó con el presidente a Buenos Aires. Fue enviado a la frontera con los indios, como jefe del regimiento de caballería n.º 2, con guarnición en el sur de Córdoba, en el fuerte de La Carlota. Allí fue el primer jefe militar que obtuvo una victoria aplastante sobre los ranqueles, dirigidos por Mariano Rosas.
En 1872 fue destinado al norte de la provincia de Buenos Aires, y enseguida logró una gran victoria sobre el cacique Pincén, en sus propios toldos. Al año siguiente fue nombrado jefe de la frontera norte y centro de la provincia, y venció también a los indios de Ignacio Coliqueo, que hacían correrías menores en territorio de blancos.
Participó en la campaña contra la revolución de 1874, combatiendo contra los indios aliados de Mitre en Las Flores, Paso del Gualicho, Cacharí, Olavarría y Blanca Grande; en este último combate hizo prisionero al cacique Cipriano Catriel. Después se unió a José Inocencio Arias en la persecución de Mitre, hasta alcanzar a sus fuerzas y participar en la rendición del ejército rebelde, después de la decisiva victoria de La Verde.

## Campaña al Desierto y revolución de 1880
Pasó los siguientes años como comandante de fronteras de la provincia. Era querido y respetado por sus oficiales y soldados, más que por sus superiores, por su disciplina estricta para con todos, incluido él mismo; también por su valentía, que no confundía con inconsciencia.
En 1878 fue el jefe de las fuerzas nacionales en la intervención federal a la provincia de Corrientes. Al año siguiente participó en la Conquista del Desierto organizada por el ministro de guerra, general Julio Argentino Roca. Fue uno de los jefes más destacados en esa campaña, y obtuvo un enorme triunfo al capturar unos 500 prisioneros, sobre todo mujeres y niños.
En 1880 fue elegido diputado nacional, por lo que pidió la baja del ejército. Se unió a la revolución del gobernador Carlos Tejedor contra el presidente Nicolás Avellaneda, y dirigió las fuerzas porteñas en la batalla de los Corrales Viejos. Fue dado definitivamente de baja del ejército y expulsado de la Cámara de Diputados.
Con acuerdo del Senado de la Nación, fue reincorporado al Ejército en 1883. Durante un tiempo fue inspector de fronteras de Salta y provincia de Jujuy. Participó en algunas campañas menores al Chaco. Fue diputado nacional en 1890,  y fue docente en el Colegio Militar de la Nación.
Falleció en 1895 en Buenos Aires.